# جوان وینترز
جوآن وینترز (۸ دسامبر ۱۹۰۹ – اکتبر ۱۹۳۳) یک رقصندهٔ برادوی بود که در باغ جتسمانی، خارج از اورشلیم، در سال ۱۹۳۳ به قتل رسید. اگرچه نام اصلی او کارول وستا فون نیدرگزس بود، اما پدرش نام خانوادگی را در طول جنگ جهانی اول به «گادفری» تغییر داد، بنابراین او در بیشتر زندگی‌اش با نام کارول گادفری شناخته می‌شد. او در سیاتل، واشینگتن به دنیا آمد و تا سال ۱۹۲۸ در کنار خانواده‌اش زندگی کرد.

## رقصنده
وینترز در سال ۱۹۳۰ در نمایش دختر بد در برادوی در نقش سو ظاهر شد. او در ۱۳ آوریل ۱۹۳۲ به اروپا سفر کرد و قصد داشت تا برای جشن تولدش در ۸ دسامبر ۱۹۳۳ به نیویورک بازگردد.

## قتل
بر اساس گزارش خبرگزاری یوپی‌آی در ۴ نوامبر ۱۹۳۳، جسد وینترز به همراه جسد محمد کرامینی، یک کارمند خدمات مدنی اهل چنای، توسط یک راهب سالخورده در بخشی خلوت از باغ جتسمانی، «در مکانی که معمولاً جز در ایام عید پاک، زمانی که زائران مؤمن به این زمین مقدس می‌روند، مورد بازدید قرار نمی‌گیرد»، در اوایل نوامبر ۱۹۳۳ کشف شد. کرامینی، که راهنمای وینترز بود، با شلیک گلوله کشته شده بود. وینترز بر اثر ضربات وارده به سر جان باخت.
یک منبع گزارش داد که وینترز در آتن، یونان با کرامینی آشنا شد و هر دو در ۲۹ اکتبر وارد حیفا شدند. ممکن است آن‌ها با شورش‌های عربی که در خارج از شهر قدیم اورشلیم در اعتراض به افزایش مهاجرت یهودیان به فلسطین در جریان بود، روبه‌رو شده باشند. طبق گزارش یوپی‌آی، وینترز و کرامینی ظاهراً در کمین گرفتار شده بودند. مقامات اذعان داشتند که از این قتل‌ها سردرگم شده‌اند.
یک مسلمان اهل هند شرقی به نام محمد اکرام در اوایل نوامبر ۱۹۳۳ به عنوان مظنون در این پرونده بازداشت شد اما به دلیل نبود مدارک کافی آزاد گردید.

## واکنش خانواده
پدر جوآن، برت گادفری (با نام اصلی اتو کریستیان فون نیدرگزس)، یک مهندس دریایی اهل بروکلین، نیویورک و رئیس شرکت تنظیم پروانه گادفری در بروکلین بود. او در هتل سنت جورج با خبرنگاران دیدار کرد. وی نامه‌ای از جوآن که به مادرش، بیولا گادفری (با نام اصلی بیولا می‌تافت، ۱۸۸۱–۱۹۷۴) نوشته شده بود و دو هفته پیش از آن دریافت شده بود، فاش کرد. وینترز در این نامه نوشته بود که هنگام ورود به استانبول در اوایل اکتبر به عنوان جاسوس بازداشت و توسط مأموران پلیس زن تفتیش شد و نامه‌هایی که همراه داشت، توقیف گردید. او پس از چند ساعت بازجویی آزاد شد.
دو ماه پیش از قتل، والدینش نامه‌ای از او دریافت کردند که در آن نوشته بود با یک تاجر جوان صربی آشنا شده و عاشق او شده است، اما این احساس از سوی او متقابل نبود. این نامه از بخارست، رومانی ارسال شده بود. گادفری اظهار داشت که چندین نامه به وزارت امور خارجه ایالات متحده آمریکا ارسال کرده اما هیچ‌یک از آن‌ها پاسخ داده نشد. مادرش که گفت وینترز قصد داشت کتابی دربارهٔ فلسطین بنویسد، مجموعه‌ای از عروسک‌هایی را که جوآن از کشورهای مختلفی که در سفر نافرجامش از آن‌ها عبور کرده بود، برای خواهر کوچکش، لویال، فرستاده بود، نگه داشت.

## تدفین
وینترز در گورستان آمریکایی در اورشلیم که اکنون با نام گورستان بین‌المللی کلیسای اتحاد شناخته می‌شود، به خاک سپرده شده است. انجمن یهودیان آمریکایی برای حفاظت تاریخی در ژوئن ۲۰۱۴ یک سنگ قبر برای او فراهم کرد.

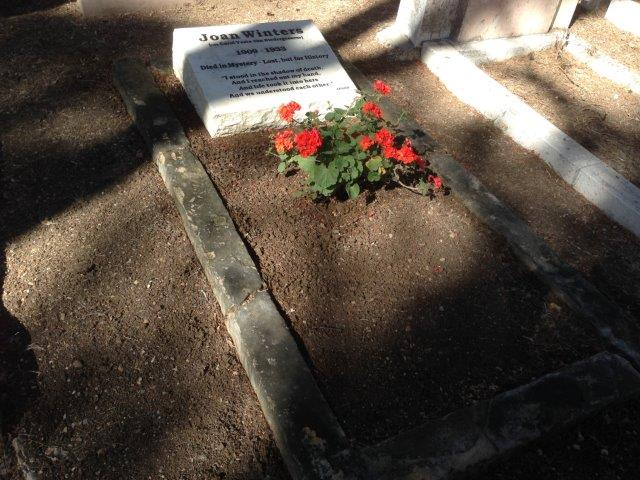
قبر جوآن وینترز

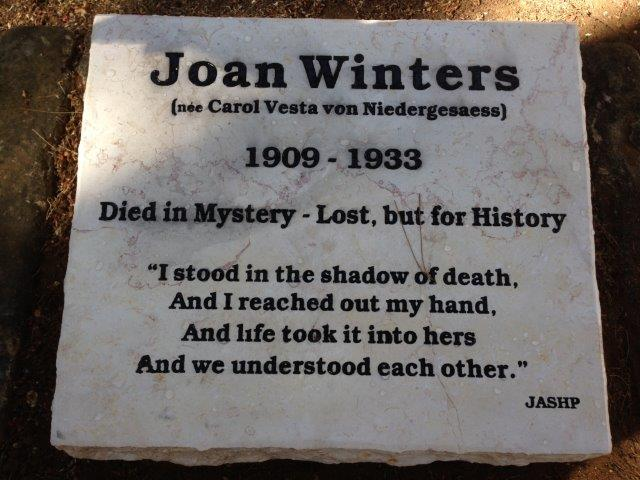
سنگ قبر جوآن وینترز

متن یک شعر رازآلود و پیشگویانه که او اندکی پیش از مرگ برای والدینش نوشته بود، بر روی سنگ مزارش حک شده است. متن کامل آن چنین است:

جوآن وینترز
(با نام اصلی کارول وستا فون نیدرگزس)
۱۹۰۹–۱۹۳۳
در هاله‌ای از رمز و راز درگذشت – گم‌شده، اما برای تاریخ ماندگار
من در سایهٔ مرگ ایستادم،

و دستم را دراز کردم،

و زندگی آن را در دستان خود گرفت،

و ما یکدیگر را درک کردیم.
JASHP